# Galoppfältets station
Galoppfältets station är en järnvägsstation på Roslagsbanan i Täby kommun, cirka 13 km från Stockholms östra. Stationen består av en mittplattform med entrér i form av bomförsedda plankorsningar för gångrafik i båda ändar. Antalet påstigande en genomsnittlig vintervardag (2022) har beräknats till 1 500. 

## Historik
Här inrättades en hållplats 1913, då med namnet Åkerby. Sedan Täby Galopp etablerats på platsen ändrades namnet till det nuvarande år 1960. 1993 byggdes Roslagsbanan ut till dubbelspår från Roslags Näsby, varvid Galoppfältet byggdes om till en station där dubbelspåret övergår till enkelspår. I augusti 2010 förlängdes dubbelspåret fram till Viggbyholm.
I anslutning till hållplatsen finns en infartsparkering där bilpendlare kan byta till tåg och fortsätta resan med allmänna kommunikationer.
På tidigare Åkerby gårds ägor, inom 500 m radie från hållplatsen, finns en gymnasieskola, Täby Enskilda Gymnasium, företagspark, ett större bussgarage, Täbydepån, ett hotell, radioklubben Täby Sändaramatörer samt två stora bostadsrättsföreningar med sammanlagt över 1700 lägenheter och ca 3 500 boende.
I samband med att galoppbanan ersätts med bostäder och annan bebyggelse kommer hållplatsens betydelse öka betydligt. Den nya stadsdelen som planeras på området har fått namnet Täby park. Huruvida även stationen kommer att byta namn är ännu inte bestämt, men Galoppfältet kan komma att uppfattas som missvisande i framtiden.